# Push-up-ijsje

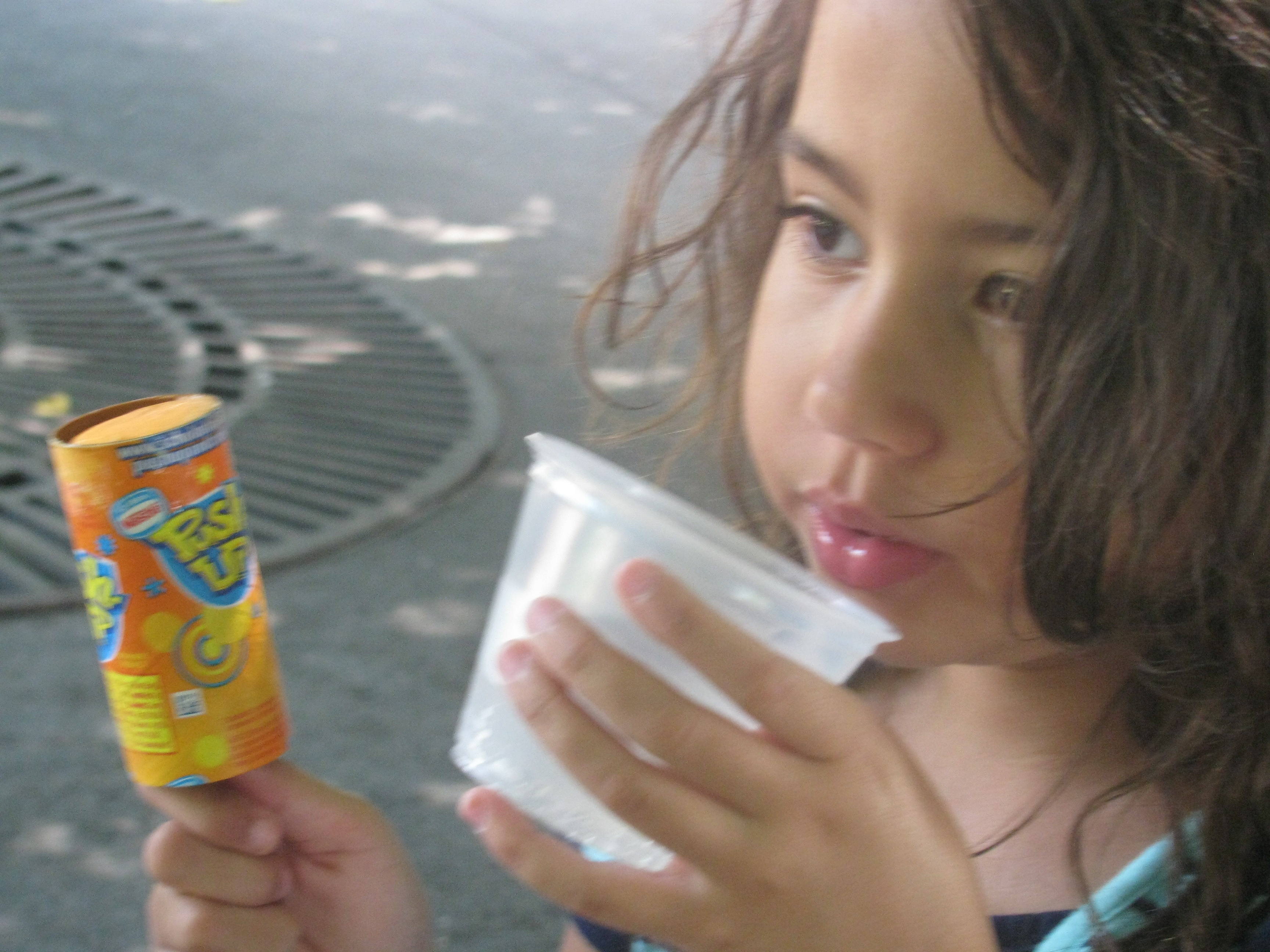
Een meisje houdt een push-up-ijsje vast

Een push-up-ijsje, ook wel kortweg push-up genoemd, is een soort consumptie-ijs dat in een cilindervormige verpakking wordt verkocht en gegeten. Met behulp van een stukje waar het kokertje aan vastzit wordt de inhoud naar boven geduwd.

## Beschrijving
Push-up-ijsjes komen in veel verschillende smaken en soorten, zoals roomijs, melkijs, yoghurtijs of als sorbet. De wijze van verpakking zorgt ervoor dat het ijsje binnen het kokertje blijft, ook als het begint te smelten. Dit heeft als voordeel dat mogelijk geklieder kan worden voorkomen. Push-up-ijsjes kunnen zowel zelf gemaakt worden, als in een (ijs)winkel worden gekocht.
Sommige push-up-mechanismes zijn relatief complex en bestaan uit meerdere assen en (tand)wielen. Andere mechanismes bestaan enkel uit een kokertje en een stokje met een platform dat door het kokertje omhoog geduwd kan worden. In alle gevallen geldt dat de consument met het stokje het ijs in de verpakking omhoog duwt, om het aan de bovenkant te kunnen likken. Bij sommige merken is het stokje hol en transparant, en zit hier snoep in, zoals chocolaatjes, kauwgom of een lolly.
Push-up-ijsjes dienen niet verward te worden met knijpijsjes zoals de Calippo, waterijsjes die in een kokertje met de hand omhoog geknepen worden.

## Geschiedenis
In 1969 verkreeg het Amerikaanse bedrijf Lily Tulip Cup Corp het eerste octrooi voor een push-up-systeem voor consumptie-ijs. Dit ontwerp was eerder bedacht door Martin Mueller, die zijn uitvinding de naam Push Treat gaf. Hoewel Lily Tulip Cup Corp niet meer bestaat, worden deze verpakkingen nog steeds onder deze handelsnaam verkocht. Rond dezelfde periode werd een gelijkaardig octrooi verkregen door het bedrijf Big Drum voor een verpakking met een wat complexer push-up-mechanisme. Dit bedrijf zou het merk Push-Ups oprichten, dat later verkocht zou worden aan Nestlé. Nestlé verkoopt deze ijsjes ook nog steeds.
Hoewel push-up-ijsjes in de jaren '60 waren bedacht, werden ze vooral populair in de jaren '80. In de jaren '90 bleef het ijsje onder meer in de Verenigde Staten populair, onder andere door de Flintstones-variant die Nestlé op de markt bracht. Er werden ook andere varianten op het ijsje bedacht, bijvoorbeeld een Smarties-ijsje, waarbij aanvankelijk ook Smarties in het stokje zaten.